# Klin (Szlovákia)
Klin (szlovákul Klin) község Szlovákiában, a Zsolnai kerület Námesztói járásában.

## Fekvése
Námesztótól 4 km-re északra fekszik.

## Története
A falu a 16. század második felében keletkezett a vlach jog alapján, alapítója a Thurzó család volt. A betelepítéssel megbízott Kuhút Jakab soltész 5 családot telepített le itt. A falu részeit is a betelepített családok után nevezték el, ezek Zelinovská, Šándorovská, Kunovská, Dendisovská és Kuhútovská voltak. Az alapító okmány szerint a családok 16 évre adómentességet kaptak. A falu az árvai várhoz tartozott, a 17. században többször elnéptelenedett. Lakói híres vászonszövők voltak. 1715-ben 48 házában 240 lakos élt. A Mária Terézia alatt felvett urbáriumban 470 lakosa volt, ebből 9 nemesi család, 6 jobbágy és 2 soltész. Lakói főként állattartással, favágással, vászonszövéssel, tutajozással, fazsindely készítéssel foglalkoztak.
A 18. század végén Vályi András így ír róla: „KLIN. Tót falu Árva Vármegy. földes Ura a’ K. Kamara, lakosai katolikusok, fekszik Námesztróhoz 162 mértföldnyire, a’ házak széllyel vannak szorva benne, határja tsak tavaszi, és nem őszi vetést terem, ’s szűken azt is.”
1828-ban 151 házában 822 lakos élt. Iskoláját 1834-ben építették.
Fényes Elek 1851-ben kiadott geográfiai szótárában így ír a faluról: „Klin ad Namesto, tót falu, Árva v., 810 kath., 6 evang., 6 zsidó lak. 49 5/8 sessió. F. u. az árvai uradalom, de a Klinovszky nemes család használja a földeket, s ez fizeti mind az uraságnak az árendát, mind a contributiót.”
A 20. század elején a községnevek magyarosítása során a „Kelecsény” nevet javasolták a számára, ez azonban nem lett hivatalos elnevezés. A trianoni diktátumig Árva vármegye Námesztói járásához tartozott.

## Népessége
| Év:            | 1994. | 2004.    | 2014.    | 2024.   |
| -------------- | ----- | -------- | -------- | ------- |
| Emberek száma: | 1821  | 2036     | 2342     | 2549    |
| Eltérés:       |       | +11,80 % | +15,02 % | +8,83 % |

| Év:            | 2023. | 2024.   |
| -------------- | ----- | ------- |
| Emberek száma: | 2555  | 2549    |
| Eltérés:       |       | -0,23 % |

1910-ben 836-an, többségében szlovákok lakták, jelentős lengyel kisebbséggel.
2001-ben 1975 lakosából 1962 szlovák volt.
2011-ben 2215 lakosából 2136 szlovák.

## Nevezetességei
- Római katolikus temploma a 19. század első harmadában épült Szent Antal tiszteletére.
- Kápolnája 1900 körül épült.

## Külső hivatkozások
- Hivatalos oldal
- Községinfó
- Klin Szlovákia térképén
- E-obce.sk Archiválva 2008. szeptember 16-i dátummal a Wayback Machine-ben